# Gerhard Werz
Gerhard Werz (* 6. Dezember 1933 in Neckarsulm; † 18. Oktober 2015 in Neckarsulm) war ein deutscher Tischtennisspieler mit seiner aktiven Zeit in den 1950er und 1960er Jahren. Er gewann bei Deutschen Meisterschaften zweimal Bronze im Doppel.

## Werdegang
Gerhard Werz begann seine Laufbahn beim Verein SpVgg Neckarsulm, mit dessen Herrenmannschaft er in den 1950er Jahren in der Oberliga, der damals höchsten deutschen Spielklasse, vertreten war. Sein standardmäßiger Doppelpartner war sein Vereinskamerad Heinz Harst. 1950 wurde Werz württembergischer Jugendmeister im Einzel und Doppel. Mit Harst gewann er bei Landesmeisterschaften von Württemberg sieben Titel. Ihre größten Erfolge waren das Erreichen des Halbfinales bei den Deutschen Meisterschaften 1958 und 1959. Auch in württembergischen Auswahlmannschaften war Werz vertreten, etwa 1956 im Deutschlandpokal. Im Verein SpVgg Neckarsulm fungierte er 38 Jahre bis 2008 lang als Abteilungsleiter der Sparte Tischtennis, hier war er auch Ehrenmitglied.

## Privat
Gerhard Werz ist Teil einer Tischtennisfamilie. Sein Bruder Hans sowie seine Kinder Susanne und Klaus sind ebenfalls regional in Württemberg erfolgreich. Von Beruf war er Prokurist.